# Werner Koch
Werner Koch (Düsseldorf, 11 luglio 1961) è un programmatore e informatico tedesco.
È meglio noto come l'autore principale del progetto GNU Privacy Guard (GnuPG o GPG). È anche il capo d'ufficio e vice-rettore tedesco della Free Software Foundation Europe.

## Vita e opere
Koch vive a Erkrath, nei pressi di Düsseldorf, in Germania. Iniziò il progetto GNU Privacy Guard nel 1997, ispirato da un discorso di Richard Stallman, in cui questi espresse la necessità di creare un'alternativa libera alla Pretty Good Privacy (PGP) di Phil Zimmermann, soggetta a restrizioni statunitensi sull'esportazione. La prima versione di GNU Privacy Guard fu pubblicata nel 1999 e divenne presto la base per la maggior parte dei programmi di cifratura email: GPGTools, Enigmail e Gpg4win (dello stesso Koch), il primo programma di criptazione libero per Microsoft Windows.
Nel 1999 Koch, tramite il German Unix User Group, del quale era il principale esponente, ricevette un premio di 318.000 marchi, dal Ministero Federale dell'Economia e Tecnologia tedesco per creare un sistema GPG compatibile con Microsoft Windows. Nel 2005 venne messo sotto contratto dal governo tedesco per supportare lo sviluppo di S/MIME. Nel 2015 è stato premiato con un riconoscimento univoco del valore di 60.000 dollari dalla Linux Foundation. Sempre nel 2015, Facebook e Stripe hanno promesso entrambe di donare annualmente 50.000 dollari allo sviluppo di GPG.